# Lew Alexandrowitsch Mossin
Lew Alexandrowitsch Mossin (russisch Лев Александрович Мосин, engl. Transkription Lev Aleksandrovich Mosin; * 7. Dezember 1992) ist ein russischer Sprinter, der sich auf den 400-Meter-Lauf spezialisiert hat.
Mossin nahm an den Europameisterschaften 2012 in Helsinki teil und erreichte im 400-Meter-Lauf die Halbfinalrunde. Bei den U23-Europameisterschaften 2013 in Tampere siegte er sowohl im Einzelwettbewerb als auch in der 4-mal-400-Meter-Staffel. Bei den Leichtathletik-Weltmeisterschaften in Moskau gehörte er zur russischen 4-mal-400-Meter-Stafette, die Bronze gewann. Er war Mitglied der russischen Staffel, die bei den Hallenweltmeisterschaften 2014 in Sopot den fünften Platz belegte, wurde jedoch nur im Vorlauf eingesetzt. Bei den Halleneuropameisterschaften 2015 in Prag erreichte er mit der Staffel Platz vier.

## Persönliche Bestzeiten
- 400 m: 45,51 s, 12. Juli 2013, Tampere
  - Halle: 46,23 s, 18. Februar 2014, Moskau